# Daniel Sander
Daniel Sander (* 4. September 1939 oder 1940 in Paris; † 26. April 2007) war ein französischer Choreograf, Balletttänzer, Schauspieler und Sänger.

## Leben
Daniel Sander startete seine Karriere mit 15 Jahren als Tänzer im Ballettensemble an der Pariser Oper; drei Jahre später wechselte er als Solist an das Grand Ballett Classic de France. Das französische Militär zog ihn zum Algerienkrieg ein. 1962 ging er zum Living Theatre. Mit seinem eigenen Travestie-Ensemble, den Folies Parisiennes, tourte er mit großem Erfolg durch Europa. 1975 kam er nach Deutschland und spielte im Kölner Senftöpfchen. Nach einem Auftritt in Bio’s Bahnhof gab es soviel Zuschauerresonanz, dass die Folies Parisiennes ihre Mireille Mathieu-Hommage in der Folgesendung gleich noch einmal aufführen mussten. 1980 gründete Sander in Berlin das Revuetheater La vie en rose. In Kassel (1982–1990) und Bonn (1991–2003) wurde er mit seiner Travestie-Revue Oh Lala! in der Tradition der Pariser Folies Bergères bekannt. Er arbeitete u. a. mit Manfred Beilharz, Rainer Werner Fassbinder, Ingrid Caven, Federico Fellini, David Mouchtar-Samorai und Beat Fäh zusammen.